# Bolingbrook
Bolingbrook is een plaats (village) in de Amerikaanse staat Illinois, en valt bestuurlijk gezien onder DuPage County en Will County.

## Demografie
Bij de volkstelling in 2000 werd het aantal inwoners vastgesteld op 56.321.
In 2006 is het aantal inwoners door het United States Census Bureau geschat op 69.881, een stijging van 13560 (24,1%).

## Geografie
Volgens het United States Census Bureau beslaat de plaats een oppervlakte van
53,7 km², waarvan 53,1 km² land en 0,6 km² water.

## Plaatsen in de nabije omgeving
De onderstaande figuur toont nabijgelegen plaatsen in een straal van 12 km rond Bolingbrook.

## Geboren
- Victor Pineda (15 maart 1993), voetballer